# Euphylidorea semifacta
Euphylidorea semifacta är en tvåvingeart som först beskrevs av Alexander 1948.  Euphylidorea semifacta ingår i släktet Euphylidorea och familjen småharkrankar. Inga underarter finns listade i Catalogue of Life.